# 高欽舜
高钦舜（？—1639年），字师愚（或思虞），號亦若，浙江嘉兴府嘉兴县人。明朝政治人物。

## 生平
萬曆三十七年（1609年）己酉科浙江鄉試五十五名舉人，天啓二年（1622年）壬戌科進士。兵部观政，三年授知福建浦城县。七年充本省同考。崇祯元年（1628年）行取四川道御史，巡视银库，二年管城工，差巡按广东，四年两淮巡盐，五年巡按直隶，六年迁河南副使。八年京察，崇祯十年被太监杨显名弹劾侵吞税银，被逮入诏狱，十二年（1639年）秋被处斩，当日同斩的有工部郎中胡琏、御史张养等十五人，钦舜欲求先死，赂狱官将其名提前，斩后却得命停刑，而其余十一人得免死。